# 埃里克·雷诺
埃里克·雷诺（法語：Éric Renaud，1961年5月30日—），法国男子皮划艇运动员。他曾代表法国参加1984年夏季奥林匹克运动会皮划艇比赛，获得男子双人划艇1000米铜牌。